# Livingston (Kentucky)
Livingston – miasto w Stanach Zjednoczonych, w stanie Kentucky, w hrabstwie Rockcastle.